# M-kresol
m-Kresol (tj. meta-kresol) (systematický název 3-methylfenol), je organická sloučenina, isomer kresolu (CH3C6H4OH). Tato bezbarvá kapalina se často používá na přípravu dalších sloučenin. Jedná se o methylovaný derivát fenolu a polohový izomer o-kresolu a p-kresolu.

## Výroba
m-Kresol se, spolu s řadou dalších látek, získával z uhelného dehtu, získávaného při výrobě koksu. Vedlejší produkty této výroby obsahují několik procent fenolu a kresolů. Průmyslově se vyrábí také cymenovým-kresolovým procesem, kdy je toluen alkylován propenem za vzniku isomerů cymenu, které jsou poté oxidačně dealkylovány; tento postup je podobný kumenovému procesu. Lze také použít karbonylaci směsi methallylchloridu a ethynu pomocí tetrakarbonylu niklu.

## Použití
m-Kresol je používán na výrobu mnoha látek, ke kterým patří například:
- pesticidy jako fenitrothion a fenthion
- dezinfekční látky, například amylmetakresol
- toliprolol, tolamolol a kresatin

Také je výchozí látkou při totální syntéze thymolu, používaného jako součást vůní a připravovaného uměle kvůli nedostatku přírodních zdrojů:
C7H8O + C3H6 ⇌ C10H14O

## Výskyt
m-Kresol je složkou výměšků temporálních žláz sloních samců a také se nachází v cigaretovém kouři.